# Cambon-et-Salvergues
Cambon-et-Salvergues ist eine südfranzösische Gemeinde mit 51 Einwohnern (Stand: 1. Januar 2022) im Département Hérault in der Region Okzitanien. Sie gehört zum Arrondissement Béziers und ist Mitglied im Gemeindeverband Communauté de communes du Haut-Languedoc. Die Bewohner werden Cambonais und Cambonaises genannt.

## Lage
Cambon-et-Salvergues liegt im Naturpark Haut-Languedoc (Parc naturel régional du Haut-Languedoc) in einer Höhe von ca. 880 m ü. d. M. etwa 70 km (Fahrtstrecke) nordwestlich von Béziers nahe der Grenze zum Département Tarn; die Großstadt Montpellier befindet sich etwa 115 km östlich.

## Bevölkerungsentwicklung
| Jahr      | 1872 | 1901 | 1926 | 1954 | 1975 | 1999 | 2009 | 2017 |
| Einwohner | 615  | 431  | 345  | 148  | 94   | 74   | 60   | 48   |

Nach ihrer Gründung im Jahr 1869 hatte die Gemeinde noch über 600 Einwohner. Die Reblauskrise im Weinbau und die Mechanisierung der Landwirtschaft führten danach zu einem stetigen Bevölkerungsrückgang bis auf die derzeitigen Tiefststände.

## Wirtschaft
Jahrhundertelang lebte die Bevölkerung als Selbstversorger von der Landwirtschaft, zu der auch Weinbau und Viehzucht gehörten. Seit der Mitte des 20. Jahrhunderts ist die Vermietung von Ferienwohnungen (gîtes) als Einnahmequelle hinzugekommen. Um die Jahrtausendwende wurde ein Windpark gebaut.

## Geschichte
Die Anwesenheit des Menschen in der Region ist schon in frühgeschichtlicher Zeit belegt, doch von Kelten, Römern und Westgoten fehlt jede Spur. Auch für das Mittelalter schweigen die Quellen, doch im verlassenen Weiler Espinouse steht die Ruine einer romanischen Kirche. Unter dem Ancien Régime bis zur Französischen Revolution gehörte der Ort zum Bistum Saint-Pons-de-Thomières. Die heutige Gemeinde entstand erst im Jahr 1869 als Zusammenschluss mehrerer Orte aus verschiedenen Gemeinden im Umland.

## Sehenswürdigkeiten

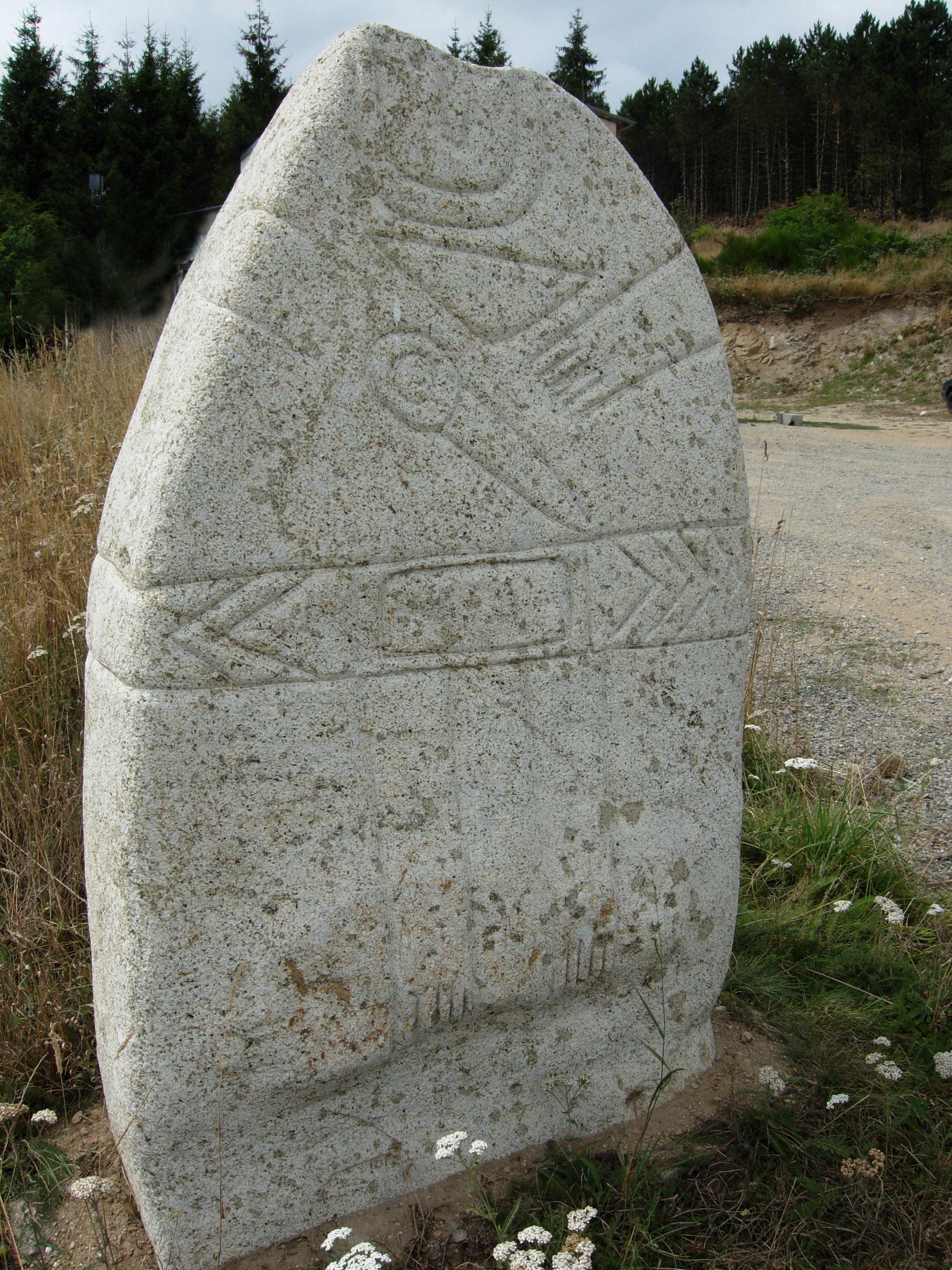
Statuenmenhir von Salverguettes

- Bedeutendstes kulturhistorisches Zeugnis der Gemeinde ist der Statuenmenhir beim Weiler Salverguettes aus dem 3. oder 2. Jahrtausend v. Chr. Der allseitig geglättete stelenartige Stein zeigt auf seiner Vorderseite eine stehende Figur mit einem dreieckigen Brustpektorale und einem Dolch. Ihr Bauch ist von einem breiten Gürtel aus geflochtenen Lederstreifen(?) umgeben. Zwei herabhängende Streifen enden in Fransen; beides könnte aber auch als Beine und Füße der dargestellten Figur gedeutet werden.
- Die kleine romanische Kirche von Espinouse wurde noch bis in die erste Hälfte des 19. Jahrhunderts für Gottesdienste genutzt. Heute stehen noch die Apsis sowie Teile der aus nur grob behauenen Bruchsteinen gemauerten Außenmauern und eine gewölbte Seitenkapelle.
- Die beiden Kirchen von Cambon und Salvergues stammen erst aus dem 19. Jahrhundert.